# Nidoïsh Naisseline
Nidoïsh Naisseline (nascut el 27 de juny de 1945 a la tribu Nétché, districte de Guahma, Maré, Illes Loyauté, 1945 - mort el 3 de juny de 2015 a Nouméa) és un polític independentista canac de Nova Caledònia. Fill del cap de Guahma, Henri Naisseline, a qui va succeir de 1973 a 2007, quan cedí el càrrec al seu fill Dokucas Naisseline.
El 1962 marxà a França per a estudiar al liceu Jean-Jacques Rousseau de Montmorency i estudià dret a la Universitat de París, on el 1972 llicencià en sociologia. Fortament influït pels esdeveniments del maig de 1968, s'alineà amb l'extrema esquerra i el 1969 fundar el primer grups independentista canac, Foulards Rouges, que va unir forces al Grup 1878, fundat el 1971 per Élie Poigoune, per a fundar el 1975 el Partit per l'Alliberament Canac (Palika). Pel seu activisme independentista fou empresonat diverses vegades el 1969, el 1972 i el 1978, sent defensat totes elles pel famós advocat Jean-Jacques de Felice.
El 1977 fou escollit membre de l'Assemblea Territorial de Nova Caledònia, escó que va renovar a les eleccions territorials de 1979 dins les files del Front Independentista. Però es va enfrontar al moderat Jean-Marie Tjibaou quan aquest decidí donar suport la candidatura del socialista François Mittérrand a les eleccions legislatives franceses de 1981, i aleshores abandonà Palika i el FI per a fundar un nou partit, Alliberament Canac Socialista (LKS). Quan es va fundar el FLNKS el 1984 rebutjà unir-s'hi, tot i defensar la independència, perquè era contrari a la política de boicot institucional que reclamava aquest, de manera que fou l'únic partit independentista que es presentà a les eleccions territorials de Nova Caledònia de 1984 i defensà el diàleg amb les forces antiindependentistes. Fou un dels signataris dels Acords de Matignon de 1988 i a les eleccions provincials de Nova Caledònia de 1989 fou elegit diputat al Congrés de Nova Caledònia i a l'assemblea de les Illes Loyauté.
Després de les eleccions provincials de Nova Caledònia de 1995 aprofità els enfrontaments interns dins el FLNKS per a guanyar la presidència de les Illes Loyauté amb l'ajut de l'antiindependentista RPCR i el moderat FDIL. Però aviat fou criticat pels seus aliats per la seva política econòmica per intentar negociar una nova data per al referèndum d'autodeterminació (previst per al 1998), que va conduir a l'Acord de Nouméa. A les eleccions provincials de Nova Caledònia de 1999, però, el seu partit va perdre molts vots, cosa que li va costar la presidència de les Illes, que tornà al candidat del FLNKS, tot i que aconseguí que un tribunal repetís les votacions a les illes el 2000.
El 14 de novembre de 2002 fou condemnat pel Tribunal Correccional de Lifou a pagar una multa de 50.000 francs del Pacífic per violència intencionada en una reunió i al pagament de 337.000 francs del Pacífic pels danys ocasionats al gerent d'un club de Maré a qui ell i altres caps tradicionals van colpejar i desterrar de l'illa perquè segons ells havia violat l'espai marítim tradicional. A les eleccions de 2004 i 2009 fou novament escollit com a diputat a les Illes Loyauté, malgrat la notable pèrdua de vots, alhora que fou nomenat president del consell d'administració d'Air Caledonia.